# Strepen van Mees

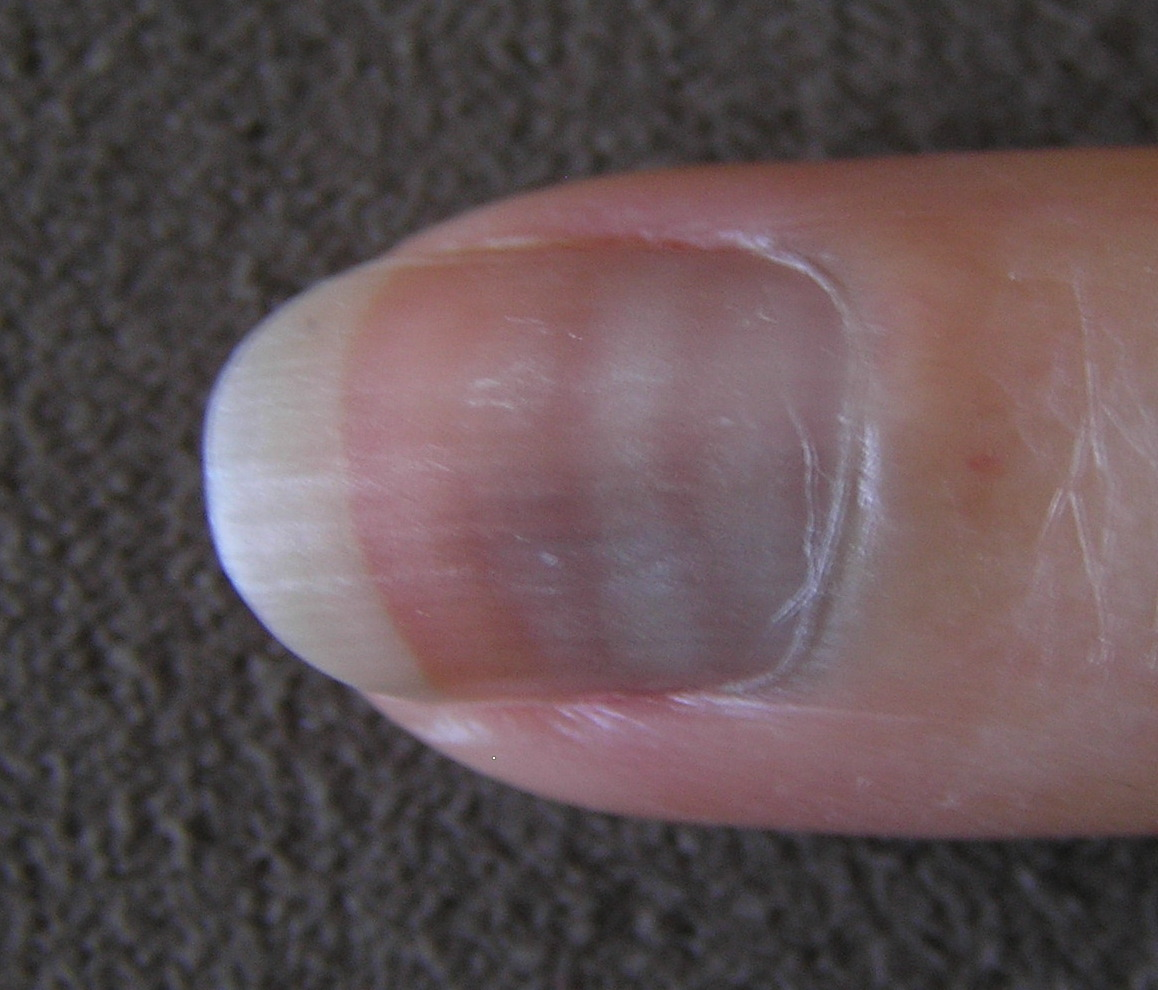
Strepen van Mees als gevolg van chemotherapie

Strepen van Mees (Latijn: "leuconychia striata") zijn in de onychopathie dwarse, witte strepen op de nagels. Ze zijn een vorm van leukonychie. Ze treden op bij vergiftiging met arseen of Aqua Tofana. Het verschijnsel is genoemd naar de Nederlandse arts R. A. Mees die ze in zijn artikel over toxicologie met als titel "Een verschijnsel bij polyneuritis arsenicosa" beschreef in het Nederlands Tijdschrift voor Geneeskunde.
De strepen zijn horizontale witte afwijkingen van de in het nagelbed opgebouwde nagel. Ze groeien naar buiten en worden uiteindelijk bij de nagelrand afgeknipt. Ook vergiftiging met thallium en andere zware metalen kan tot het ontstaan van de strepen leiden. Deze strepen ontstaan ook door nierfalen. Nierfalen wordt op zijn beurt in sommige gevallen weer door vergiftiging met zware metalen veroorzaakt.